# Comme si de rien n'était (film, 2018)
Pour les articles homonymes, voir Comme si de rien n'était.
Pour plus de détails, voir Fiche technique et Distribution.
Comme si de rien n'était (titre original : Alles ist gut) est un film allemand réalisé par Eva Trobisch et sorti en 2018.

## Synopsis
Une jeune femme de 30 ans, Janne, vit en couple avec son ami Piet. Leur maison d'édition est en redressement judiciaire. Ils déménagent et restaurent une maison prêtée, dans un village. Un soir de fête avec des camarades de promotion, Janne rencontre Martin, et sympathisent relativement. Elle l'héberge pour la nuit, et subit malgré elle une relation sexuelle non consentie, un viol entre gens bien élevés bien éduqués. Comme elle veut être indépendante, et pas comme une victime, elle n'en fait pas une histoire. Dans ce même village, réside un éditeur, Robert, dont elle a autrefois gardé les enfants : il lui propose de remplacer son assistante en congé maternité aggravé. Martin se trouve être le beau-frère de Robert, et ils se croisent au bureau. Diagnostiquée enceinte, elle décide de se faire avorter, sans le signaler à personne de son entourage... Elle ne peut se confier à personne, mais chacun se confie à elle.

## Distribution
- Aenne Schwarz (de) : Janne
- Andreas Döhler (de) : Piet
- Hans Löw (de) : Martin
- Tilo Nest (de) : Robert
- Lina Wendel (de) : Sabine
- Lisa Hagmeister (de) : Sissi
- Dagny Dewath (de) : Tina
- Thomas Grässle (de) : Flori

## Production
- Producteurs : David Armati Lechner, Wasiliki Bleser, Trini Goetze, Veronika Neuber
- TRIMAFILM (Munich)
- Starhaus Filmproduktion (Munich)

## Réalisation
Le film, le premier long métrage de la scénariste et réalisatrice, est son film de troisième cycle.
Le film est tourné en 30 jours, du 28 juillet 2017 au 15 septembre 2017, en Bavière.

## Réception
Le film est apprécié par le public, : sobre, juste, actuel.

## Récompenses
Le film est finaliste dans de nombreux festivals : scénario, réalisation, meilleure actrice... dont :
- Meilleur premier film 2019, Prix de la critique allemande de cinéma (de) (Berlinale, Berlin)
- Meilleur premier film 2018, Locarno Festival
- Meilleur espoir féminin 2018, meilleure presse, meilleur premier film : Prix du nouveau cinéma allemand (de) (Munich)